# Paweł Borkowski (wioślarz)
Paweł Marek Borkowski (ur. 7 czerwca 1959 w Toruniu) – wioślarz, inżynier, olimpijczyk z Moskwy 1980.
Reprezentował AZS Toruń i AZS AWF Gdańsk.
Fotoreporter Magazynu Studentów Politechniki Gdańskiej „Kronika Studencka”. Absolwent Wydziału Budowy Okrętów Politechniki Gdańskiej.

## Osiągnięcia
- 1979 – 1. miejsce w Mistrzostwach Polski w dwójce podwójnej
- 1981 – 3. miejsce w Mistrzostwach Polski w jedynce (skiff)
- 1982 – 3. miejsce Mistrzostwach Polski w jedynce